# Lokomotiva GE Dash 9-44CW

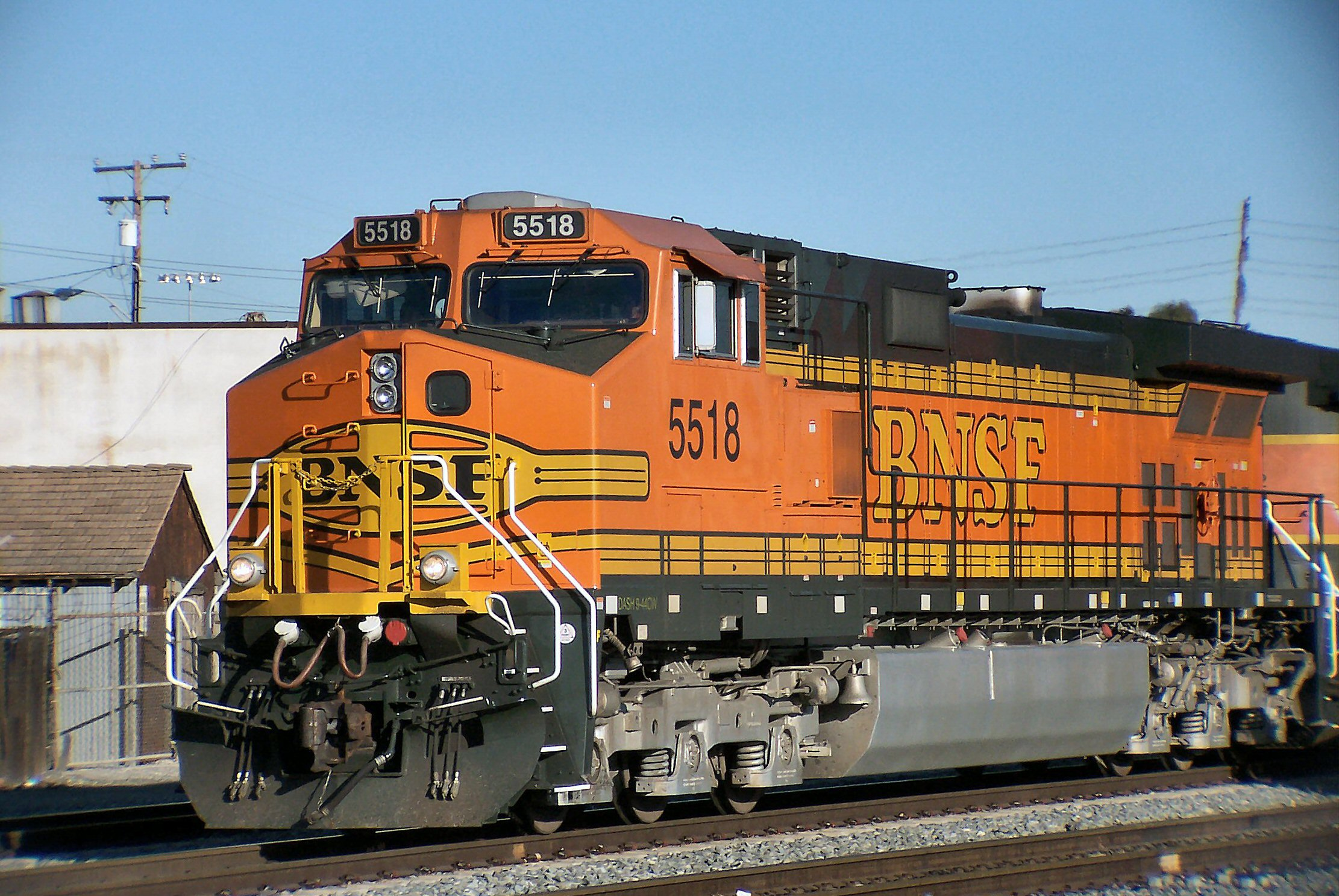
Dash 9-44

GE Dash 9-44CW je americká diesel-elektrická lokomotiva vyráběná v letech 1993–2004 ve firmě GE Transportation Systems.

## Základní charakteristiky
- motor: 16 válců
- výkon: 3280 kW (4400 k)
- počet náprav: 6
- délka: 22 303 mm
- hmotnost: 192 800 kg
- max. rychlost: 120 km/h (75 mph)
- objem nádrže: 18 000 l

## Provozovatelé
- Union Pacific Railroad
- BNSF Railway
- Canadian National